# Frank Mutschmann
Frank Mutschmann (* 11. Januar 1957 in Lobenstein; † 23. November 2018) war ein deutscher Tierarzt und ein international anerkannter Spezialist für Parasitosen bei Amphibien und Reptilien.
Mutschmann absolvierte zunächst ein Studium zum Veterinäringenieur und studierte dann bis 1991 Tiermedizin. 1992 wurde er mit einer Arbeit zu Ektoparasiten bei Reptilien promoviert und war seit diesem Jahr in eigener Praxis in Berlin tätig. Im Jahre 2000 gründete er das Praxislabor Exomed, das sich auf pathologische Untersuchungen bei Fischen, Amphibien und Reptilien spezialisierte. 2013 gründete Mutschmann die Fachgruppe Zier-, Zoo- und Wildvögel, Reptilien und Fische bei der Deutschen Veterinärmedizinischen Gesellschaft (DVG). Zudem war er Gründungsmitglied der Arbeitsgruppe Amphibien- und Reptilienkrankheiten der Deutschen Gesellschaft für Herpetologie. Er erwarb die Fachtierarzttitel für Parasitologie und für Amphibien und Reptilien sowie ein Diplomate of the European College im Bereich Herpetologie. Mutschmann ist Autor mehrerer Standardwerke zu Erkrankungen niederer Wirbeltiere.

## Werke
- Erkrankungen der Amphibien. Enke Verlag, Stuttgart 2010, 2., überarb. und erw. Aufl., ISBN 978-3-8304-1097-3.
- Die Strumpfbandnattern. Westarp-Wissenschaften, „Die neue Brehm-Bücherei“, Band 620, Magdeburg 1995, ISBN 3-894-32427-9.
- Reptilien: Leitsymptom Atemnot. Veterinärspiegel-Verlag, Berlin 2006, ISBN 978-3-86542-031-2, 15 Seiten.
- Michael Schardt, Heiko Werning, Frank Mutschmann: Grüne Leguane. Natur- und Tier-Verlag, Münster 2009, ISBN 978-3-931587-93-2.